# Santa Catarina (Vagos)
Pour les articles homonymes, voir Santa Catarina (homonymie).
Santa Catarina est une ancienne paroisse civile portugaise (en portugais : freguesia) de la municipalité de Vagos dans le district d'Aveiro.
La loi no 11-A/2013 du 28 janvier 2013, portant réorganisation administrative du territoire des freguesias, fusionne Santa Catarina avec la paroisse voisine de Ponte de Vagos pour former l’União das freguesias de Ponte de Vagos e Santa Catarina (dont le siège est à Ponte de Vagos).